# Знакомьтесь: Бостонский Блэки
«Знакомьтесь: Бостонский Блэки» (англ. Meet Boston Blackie) — криминальный фильм с элементами комедии режиссёра Роберта Флори, который вышел на экраны в 1941 году. Это первый из 14 звуковых фильмов про Бостонского Блэки, которые произвела студия Columbia Pictures в период с 1941 по 1949 год.
Фильм рассказывает о бывшем воре, исправившемся и ставшем детективом, известным как Бостонский Блэки (Честер Моррис), который возвращается на океанском лайнере из Европы в Нью-Йорк. По прибытии он обнаруживает в своей каюте тело убитого человека, который незадолго до того агрессивно приставал к таинственной пассажирке Мэрилин Ховард (Констанс Уорт). Инспектор Фарадей (Ричард Лейн) подозревает в этом убийстве Блэки, который, чтобы снять с себя подозрение, начинает собственное расследование. Вместе со своим постоянным спутником и другом Коротышкой (Чарльз Вагенхайм) он решает проследить за Мэрилин, что приводит их в парк развлечений на Кони-Айленд, где они выходят на ярмарочного актёра по имени Механический человек (Майкл Рэнд), а затем и на банду иностранных шпионов, действующих под прикрытием развлекательного заведения.
В этом фильме роль Коротышки сыграл Чарльз Вагенхайм, однако в последующих 13 фильмах киносериала её играл Джордж Е. Стоун.
После выхода фильма кинокритик «Нью-Йорк Таймс» дал ему негативную оценку, однако картина принесла хорошую прибыль, дав успешный старт всему сериалу. Современные историки кино высоко оценивают фильм, отмечая крепкую режиссёрскую работу Роберта Флори и операторскую работу Франца Планера, высокий темп повествования, юмор, а также качественную игру Честера Морриса и других актёров.

## Сюжет
Известный в прошлом вор по прозвищу Бостонский Блэки (Честер Моррис) вместе со своим напарником Коротышкой (Чарльз Вагенхайм) возвращается на трансатлантическом лайнере из Европы в Нью-Йорк. Когда корабль уже швартуется в порту Нью-Йорка, Блэки видит, как по лестнице спускается привлекательная молодая женщина Мэрилин Ховард (Констанс Уорт). Когда Блэки с удивлением замечает Коротышке, что ни разу не видел её во время круиза, тот отвечает, что она ни разу не выходила из своей каюты. В этот момент некий зловещего вида мужчина (Нестор Пайва) в грубой форме что-то угрожающе говорит Мэрилин, и Блэки приходит ей на помощь, после чего пытается с ней заговорить, однако она быстро удаляется. Блэки пытается последовать за ней, но натыкается на своего старого знакомого, инспектора департамента полиции Нью-Йорка Фарадея (Ричард Лейн). Инспектор просит пройти Блэки в отдельную каюту, где заявляет, что подозревает его в краже коллекции жемчуга, которая произошла за день до отплытия Блэки в Европу. Фарадей задерживает Блэки, отбирает у него талон, разрешающий сойти на берег, и собирается снять у него отпечатки пальцев. Он надевает на Блэки наручники, которые тот играючи снимает быстрее чем за минуту. После этого под его честное слово инспектор разрешает Блэки пойти собрать свои вещи. Когда Блэки входит в свою каюту, то видит там труп того мужчины, который приставал к Мэрилин. Блэки находит его документы, согласно которым его зовут Мартин Вестрик, а также его разрешение сойти на берег, которое забирает себе. Обнаружив также пистолет, Блэки оставляет его в номере, и пишет Фарадею на зеркале послание, что его отпечатки можно снять с рукоятки пистолета. Блэки говорит Коротышке, что им надо выиграть время, чтобы срочно найти Мэрилин, в противном случае его обвинят в убийстве Вестрика. По талону Вестрика Блэки незаметно для Фарадэя сходит на берег, отправляет Коротышку к себе домой, а сам на такси отправляется в погоню за Мэрилин, которая только что уехала.
Вслед за Мэрилин Блэки приезжает в парк развлечений на Кони-Айленде, откуда звонит Коротышке с просьбой вызвать к себе домой Фарадея и держать его там как можно дольше. Вскоре Блэки замечает Мэрилин около аттракциона, где выступает Механический человек (Майкл Рэнд), мужчина, одетый в костюм джентльмена, который движется подобно роботу. Мэрилин сразу заявляет Блэки, что убила Вестрика из самозащиты, так как он собирался убить её. Далее она говорит, что Вестрик был членом организации, которую она пытается остановить. К этому моменту за Блэки и Мэрилин уже следят двое подозрительного вида мужчин, Монк (Джек О’Малли) и Джорджи (Джордж Мэгрилл). Опасаясь говорить среди людей, Мэрилин приглашает Блэки на аттракцион «Туннель ужасов». Вслед за ними туда проходят Монк и Джорджи, которые бросают в Мэрилин отравленные дротики, убивая её. Умирающая Мэрилин шепчет Блэки о Механическом человеке, вывеске Skyline и цифре «162,5». Не понимая пока о чём идёт речь, Блэки догадывается, что это может быть ключом к разгадке убийств. Монк и Джорджи начинают преследовать Блэки, который забегает в гримёрку Механического человека и запирает дверь. Когда он представляется другом Мэрилин, Механический человек направляет на него пистолет, однако Блэки бросает в него пудру, после чего сбегает через окно. Монк и Джорджи гонятся за Блэки по парку развлечений, однако на парковке он запрыгивает за руль машины, в которой сидит молодая красивая женщина Сесилия Брэдли (Рошель Хадсон), и резко стартует с места. Бандиты на свой машине бросаются в погоню за Блэки, однако ему удаётся немного оторваться от преследователей, после чего на железнодорожной станции он загоняет машину в товарный вагон и запирает его. Вскоре поезд отправляется в путь, однако бандиты не отстают, следуя за составом параллельным курсом. Во время очередной остановки бандиты находят вагон Блэки, открывают его и начинают стрелять, однако Блэки несколькими ударами расправляется с ними, после чего поезд снова трогается с места, и бандиты теряют его из вида.
Когда поезд в очередной раз останавливается, Блэки выкатывает из вагона машину и вместе с Сесилией продолжает путь. По дороге они слышат новости, что сегодня в парке развлечений была убита шпионка Мэрилин Ховард, на что Блэки заявляет, что он её не убивал. Несмотря на экстраординарные обстоятельства их знакомства, Сесилия сразу же проникается симпатией к Блэки и хочет помочь ему. Они приезжают на квартиру Блэки, где Фарадей ждёт его, чтобы допросить по поводу убийства. Блэки показывает Фарадею карточные фокусы, после чего даёт ему валета пик со своими отпечатками пальцев, чтобы доказать, что отпечатки на пистолете, из которого застрелили Вестрика, не его. Когда удовлетворенный Фарадей уходит, Сесилия и Блэки возвращаются в парк развлечений, чтобы продолжить поиски убийцы. Между тем в полицейской лаборатории криминалисты сличают отпечатки пальцев, устанавливая, что на рукоятке пистолета действительно не отпечатки Блэки, однако его отпечатки находят на дротиках, которыми убили Мэрилин. После этого Фарадей приказывает арестовать Блэки за убийство.
В парке развлечений Блэки и Сесилия вновь приходят к площадке, где выступает Механический человек, и вскоре неподалёку обнаруживают подозрительно мигающую неоновую вывеску Skyline. Блэки подходит к телескопу, и видит в море корабль, который также подаёт световые сигналы. Тем временем подручные Механического человека замечают Блэки и пытаются схватить его. Блэки бьёт их телескопом, после чего вместе с Сесилией спокойно уходит. Он звонит Коротышке в свою квартиру, где его поджидает Фарадей. С помощью азбуки Морзе Блэки передаёт сообщение, чтобы Коротышка к определённому часу приехал в парк развлечений. Фарадей однако расшифровывает это сообщение, после чего связывает Коротышку и сам направляется в парк. Тем временем Блэки, замаскировавшись под слепого человека в инвалидном кресле, наблюдает за происходящим в парке. Вскоре он замечает, как человек, проводящий взвешивание, называет моряку вес 162.5 фунта, хотя тот весит на тридцать фунтов больше. После того, как моряк заходит в карнавальный шатёр Механического человека, Блэки понимает, что «162.5» — это пароль. Блэки снимает с себя накидку и очки слепого и собирается последовать за моряком, однако в этот момент появляется Фарадей, который надевает на него наручники. Когда инспектор отказывает в просьбе дать ему время для раскрытия дела, Блэки бьёт Фарадея, в результате чего тот падает и теряет сознание. Затем Блэки забирает из кармана Фарадея его полицейский жетон, после чего подзывает патрульного полицейского, говоря, что лежащий человек — это Бостонский Блэки, которого разыскивает полиция. Затем Блэки и Сесилия заходят в шатёр и по внутренним коридорам добираются до комнаты, где Механический человек со своими подручными с помощью азбуки Морзе обменивается через неоновую вывеску сообщениями с кораблём, который стоит в гавани. Механический человек извлекает из контейнера и показывает сообщникам корабельный прицел, который собирается переправить на корабль, чтобы вывезти его из страны.
Блэки и Сесилия направляются на его квартиру, по дороге замечая, что за ними следует Фарадей. Зайдя в дом, Блэки дожидается, когда Фарадей с сопровождающим полицейским начинают подниматься в лифте, после чего вырубает электричество, и лифт застревает между этажами. Блэки обещает освободить их, если они перестанут охотиться на него в течение ближайшей ночи. Получив их согласие, Блэки запирает их в комнате своей квартиры, а сам вместе с Коротышкой и Сесилией направляется домой к ней. Когда они выходят во двор и садятся в машину, помощник Фарадея успевает заметить и записать номер её автомобиля. Рано утром Блэки незаметно уезжает, и проснувшийся Коротышка направляется на его поиски в парк развлечений, где бандиты избивают и ловят его. Блэки к Сесилии, сообщая ей, что расшифровал сообщение, в котором говорится о том, что передача прицела состоится сегодня в семь часов вечера. Затем, вопреки настойчивому желанию Сесилии поехать вместе с ним, Блэки запирает её в подъёмной кровати, а сам уезжает в парк развлечений. Тем временем Фарадей по номеру машины устанавливает адрес Сесилии и приезжает к ней домой. Выяснив, что Блэки хочет остановить банду, продающую прицел, Фарадей вместе с Сесилией направляется в парк развлечений.
Блэки следит за человеком с весами и за сценой, где выступает Механический человек. Когда он снова слышит пароль «162.5», то видит, как взвешивающий передаёт мужчине большой короб. В этот момент появляется Фарадей, арестовывая Блэки, который быстро объясняет, что происходит. Фарадей однако не верит в его историю, после чего Блэки бросает бейсбольный мяч в голову Механического человека. Когда она разлетается на мелкие кусочки, становится ясно, что Механический человек выпустил вместо себя на сцену манекена. В этот момент зазывала из его шатра достаёт пистолет и стреляет в Блэки. Зрители разбегаются, а полицейские бросаются за зазывалой, врываясь в шатёр. Они входят в гримёрку Механического человека как раз в тот момент, когда он в компании своей шпионской банды осматривает прицел. В перестрелке полицейские убивают Механического человека, затем арестовывают его сообщников, после чего забирают прицел и чертежи. После этого Блэки находит связанного Коротышку, которого бандиты засунули в цирковой ящик для распиливания тела. После этого Блэки выходит с Сесилией на набережную, где говорит, что собирается сознаться про жемчуг, за что может получить до 10 лет. Однако, когда они подходят к машине, то видят, что на её стекле Фарадей написал: «Против тебя ничего нет. Убирайся!». Блэки и Сесилия целуют друг друга.

## В ролях
- Честер Моррис — Бостонский Блэки
- Рошель Хадсон — Сесилия Брэдли
- Ричард Лейн — инспектор Фарадэй
- Чарльз Вагенхайм — Коротышка, помощник Блэки
- Констанс Уорт — Мэрилин Ховард
- Джек О’Мэлли — Монк
- Джордж Мэгрилл — Джорджи
- Майкл Рэнд — Механический человек
- Шлитци — принцесса Биби

## Создатели фильма и исполнители главных ролей
Режиссёр французского происхождения Роберт Флори в период с 1927 по 1951 год поставил 66 фильмов, среди которых музыкальная комедия с братьями Маркс «Кокосовые орешки» (1929), криминальный хоррор «Убийства на улице Морг» (1932), криминальная комедия «Пропавшая девушка» (1933), криминальная мелодрама «Дочь Шанхая» (1937), фильм ужасов «Зверь с пятью пальцами» (1946), а также фильмы нуар «Лицо под маской» (1941) «Сигнал об опасности» (1945) и «Преступный путь» (1949).
В 1930 году Честер Моррис был номинирован на «Оскар» за главную роль в фильме «Алиби» (1929). Всего Моррис снялся в 83 фильмах, наиболее заметными среди которых были криминальный триллер «Казённый дом» (1930), мелодрама «Развод» (1930), романтическая комедия «Женщина с рыжими волосами» (1932), вестерн «Три крёстных отца» (1936) и приключенческая мелодрама «Пятеро вернувшихся назад» (1939), а также 14 криминальных комедий про Бостонского Блэки 1941—1949 годов.
Актриса Рошель Хадсон в период с 1931 по 1967 год сыграла в 70 фильмах, среди которых главные женские роли в фильмах «Дикие парни с дороги» (1933), «Имитация жизни» (1934), «Отверженные» (1935), «Кудряшка» (1935) и «Поппи» (1936), а позднее — роли второго плана в фильмах «Бунтарь без причины» (1955) и «Смирительная рубашка» (1964).
Шлитци, сыгравший в фильме Женщину-птицу во фрик-шоу, наиболее известен своей ролью в фильме 1932 года «Уродцы» и как звезда популярного цирка Ringling Bros. and Barnum & Bailey Circus.

## Образ Бостонского Блэки в литературе, кино и на телевидении
Образ известного вора драгоценностей Бостонского Блэки создал американский криминальный писатель Джек Бойл (англ.  Jack Boyle). Первые четыре рассказа о Бостонском Блэки вышли в 1914 году в журнале The American Magazine. Как отмечено в информации Американского института киноискусства, персонаж Блэки перекочевал в кино из романа Бойла «Бостонский Блэки» (1920), который в свою очередь представлял собой компиляцию из его рассказов «Мэри Бостонского Блэки» (1917) и «Граф Фред» (1918), которые впервые были опубликованы в журнале Red Book Magazine.
В период с 1918 по 1927 год было выпущено одиннадцать немых фильмов о Бостонском Блэки, в которых роль главного героя играли разные актёры. Как отмечает историк кино Дерек Уиннерт, «Блэки, который в рассказах Бойла был похитителем драгоценностей и взломщиком сейфов, в кинофильмах, радиопрограммах и последующем телесериале превратился в детектива».
В 1941 году студия Columbia Pictures начала собственную серию звуковых фильмов про Бостонского Блэки, и этот фильм стал первым в серии. Всего вплоть до 1949 года студия выпустила четырнадцать фильмов о Бостонском Блэки, и во всех главную роль сыграл Честер Моррис.
Также в киносериале постоянно играли Ричард Лейн в роли офицера полиции, инспектора Фаррадея, который сомневается в том, что Блэки исправился; Джордж Э. Стоун в роли Коротышки, закадычного друга Блэки (только в первом фильме сериала эту роль сыграл Чарльз Вагенхайм); и Ллойд Корриган в роли эксцентричного друга-миллионера Блэки по имени Артур Мэнледер. Последним фильмом в сериале стала картина 1949 года «Китайское приключение Бостонского Блэки».
Помимо кино, Бостон Блэки был популярным персонажем на радио и телевидении. С 23 июня по 15 сентября 1944 года на канале NBC выходил радиосериал «Бостон Блэки» с Моррисом в главной роли. Новая версия радиосериала с Ричардом Коллмаром в заглавной роли выходила в период с 1945 по 1950 год. Всего было выпущено более 200 получасовых эпизодов этого сериала.
В 1951—1953 годах компания NBC создала телесериал «Бостонский Блэки», заглавную роль в котором играл Кент Тейлор. В общей сложности вышло 58 эпизодов этого сериала
.
В 2002 году издательство Moonstone Books выпустило графический роман «Бостонский Блэки» (англ. Boston Blackie) в рамках своей серии криминальных комиксов Moonstone Noir.

## История создания фильма
Как отмечает Крейг Батлер и многие другие историки кино, до этого фильма зрители уже были знакомы с Бостонским Блэки, так как на протяжении предыдущих двадцати лет этот персонаж эпизодически появлялся на экране в немых фильмах, однако это первый раз, когда они увидели в этой роли Честера Морриса.
Рабочим названием этого фильма было «Возвращение Бостонского Блэки» (англ. The Return of Boston Blackie).
История и сценарий этого фильма, которые написал Джей Дратлер (англ. Jay Dratler) основаны на персонаже, созданном Джеком Бойлом.
Хотя имя персонажа Ричарда Лейна в этой картине пишется как «Фарадей», в последующих фильмах серии о Бостонском Блэки оно пишется как «Фаррадей». Актёр Джеймс Сиэй, сыгравший в фильме роль Механического человека, указан в титрах как Майкл Рэнд.
Фильм находился в производстве с 6 декабря по 27 декабря 1940 года и вышел на экраны 20 февраля 1941 года.

## Оценка фильма критикой

### Общая оценка фильма
После выхода картины рецензент «Нью-Йорк Таймс» дал ей резко критическую оценку, назвав «третьесортной» чушью, и, несмотря на привлекательную игру Честера Морриса, написал об актёре, что его «неравномерная карьера слишком печально известна, чтобы на него можно было бы положиться».
С другой стороны, современные историки кино дают фильму весьма высокие оценки. Так, Крейг Батлер пишет, что «серия фильмов про Бостонского Блэки от Columbia хорошо стартовала с этой первой картины». По мнению критика, «сценарий для первого фильма хорошо написан и содержит много остроумных шуток. Хоть в нём и нет ничего особенно нового, это всё равно хороший криминальный триллер». Как далее пишет Батлер, режиссёр «Флори работает с ограниченным бюджетом, но всё-таки находит возможности добавить несколько творческих штрихов, и ставит этот достаточно короткий фильм в требуемом быстром темпе». Отмечается также операторская работа, которая «очень драматична и атмосферна и включает несколько изящных ракурсов, подчеркивающих происходящее». Как отмечает историк кино Хэл Эриксон, «умно поставленный Робертом Флори и атмосферно снятый оператором Францем Планером», этот фильм «стал отличной стартовой площадкой для одной из самых прибыльных киносерий Columbia».
По словам кинокритика Скотта Макги, этот фильм «стал первым в прибыльной серии из 14 фильмов Columbia с Честером Моррисом в роли дружелюбного, обаятельного героя». Как далее пишет критик, «изобретательный и талантливый режиссёр Роберт Флори сделал часовой фильм плотным и быстрым, добавив нотку атмосферности и грусти», чему во многом способствовали «интересные ракурсы и отличная операторская работа Франца Планера», а также «несколько убедительно сделанных эпизодов дневной и ночной погони».

### Оценка актёрской игры
По мнению Крейга Батлера, «Моррис, кажется, был рожден, чтобы играть Блэки, умеющего постоять за себя крутого парня, перешедшего на сторону добра, но который как детектив, кажется, всегда влипает в какие-нибудь забавные дела, которые ставят под сомнение его истинные мотивы. С гладко зачёсанными назад волосами и шляпой в типичном гангстерском стиле, украшающей его голову, Моррис убедительно выглядит как человек не с той стороны». При этом он «заслуживает доверия как умный, честный и ловкий персонаж, который может использовать свои мозги так же умело, как и кулаки».
Как полагает критик Леонард Малтин, Моррис «привнес в роль восхитительную бесцеремонность и чувство юмора», что обеспечивало «свежесть фильмам» сериала, даже когда сценарии не были «такими удачными, как в этот раз».
По мнению Батлера, Вагенхайм «не более чем приемлем в роли напарника Блэки (его заменят в более поздних фильмах), но Рошель Хадсон великолепна в роли девушки в жизни Блэки».